# Georges Barski
Georges Barski (* 1909 in Warschau; † 1985) war ein polnisch-französischer Biologe.
Barski ging in Warschau zur Schule und studierte dort an der Universität. Nachdem er im Zweiten Weltkrieg seine Familie verloren hatte, ging er 1945 nach Paris, um sich am Institut Pasteur weiterzubilden. 1947 wurde er dort Forscher des Centre national de la recherche scientifique (CNRS) und leitete die Abteilung Zellkulturen in der Virologie des Institut Pasteur. 1958 wurde er Leiter des Labors für Zellkulturen und der Virologie am Institut Gustave Roussy in Villejuif bei Paris, das er in den nächsten beiden Jahrzehnten leitete. Dort gelang ihm mit seinen Mitarbeitern 1959 bis 1961 bei der Untersuchung von Krebszellen in Kulturen die Entdeckung der somatischen Zell-Hybridisierung, indem er Krebszellen und normale Zellen in einer gemeinsamen Kultur vermischte. Barski und Mitarbeiter konnten den Verlauf der Hybridisierung auch mit markierten Chromosomen verfolgen. Die Beobachtungen von Barski und Kollegen wurden kurz danach von Boris Ephrussi bestätigt.
1976 erhielt er den Paul-Ehrlich-und-Ludwig-Darmstaedter-Preis und 1971 den Léopold Griffuel-Preis.

## Quelle
- Georges Barski in Encyclopaedia Universalis